# Heiko Schultz (Politiker)
Heiko Schultz (* 23. Februar 1940 in Stettin) ist ein deutscher Politiker (SPD).
Nach dem Abitur am Heinrich-Schliemann-Gymnasium Fürth studierte Schultz Rechtswissenschaften in Erlangen, Würzburg und Bonn. Er war Staatsanwalt beim Landgericht Nürnberg-Fürth und Richter am Amtsgericht Fürth im Bereich Zivil- und Mietsachen sowie als Jugendrichter.
Ab 1972 war Schultz Gemeinderat in Steinbach beziehungsweise Marktrat in Cadolzburg, 1984 wurde er Kreisrat. 1986 wurde er Vorsitzender der SPD im Kreisverband Fürth-Land. Er ist Medienrat der Bayerischen Landeszentrale für Neue Medien, Mitglied im Beirat des Hauses der Bayerischen Geschichte und stellvertretendes Mitglied im Beirat der Bayerischen Landesstiftung sowie Vorsitzender der Deutsch-Griechischen Gesellschaft in Mittelfranken. Von 1986 bis 2003 war er Abgeordneter des Bayerischen Landtags.